# بدر محمد مبارك باسلمة
بدر محمد مبارك باسلمة   (و. 1958  م) هو سياسي يمني، تولى منصب وزير النقل منذ 7 نوفمبر 2014.
| المناصب السياسية | المناصب السياسية           | المناصب السياسية           |
| ---------------- | -------------------------- | -------------------------- |
| سبقه واعد باذيب  | وزير النقل 7 نوفمبر 2014 - | تبعه مراد علي محمد عبدالحي |